# Lombälven
Lombälven är det viktigaste källflödet till Moån  i Kalix kommun, Norrbotten, och tillhör Korpikåns och Sangisälvens avrinningsområde. 
Älven är cirka 15 kilometer lång och har sina källor nära Rödberget vid gränsen mot Överkalix kommun och rinner åt sydost förbi byn Lomben. Lombälven mynnar i Storträsket, cirka tre mil norr om Kalix.